# Aulnay, Charente-Maritime
Aulnay är en kommun i departementet Charente-Maritime i regionen Nouvelle-Aquitaine i västra Frankrike. Kommunen ligger  i kantonen Aulnay som ligger i arrondissementet Saint-Jean-d'Angély. År 2022 hade Aulnay 1 359 invånare.

## Befolkningsutveckling
Antalet invånare i kommunen Aulnay
Referens:INSEE